# Stenaoplus japonicus
Stenaoplus japonicus är en stekelart som först beskrevs av Cameron 1886.  Stenaoplus japonicus ingår i släktet Stenaoplus och familjen brokparasitsteklar. Inga underarter finns listade i Catalogue of Life.